# Klucz 9
Klucz 9, oznaczający „człowieka” – jeden z 23 kluczy Kangxi składających się z dwóch kresek.
W słowniku Kangxi pod tym kluczem umieszczono 794 znaki.

## Wybrane znaki zawierające klucz 9
| Dod. kreski | Przykłady znaków |
| ----------- | --- |
| 0           | 人 亻 |
| 1           | 亼 亽 亾 亿 |
| 2           | 什 仁 仂 仃 仄 仅 仆 仇 仈 仉 今 介 仌 仍 从 仏 仐 仑 仒 仓 |
| 3           | 仔 仕 他 仗 付 仙 仚 仛 仜 仝 仞 仟 仠 仡 仢 代 令 以 仦 仧 仨 仩 仪 仫 们 仭 |
| 4           | 仮 仯 仰 仱 仲 仳 仴 仵 件 价 仸 仹 仺 任 仼 份 仾 仿 伀 企 伂 伃 伄 伅 伆 伇 伈 伉 伊 伋 伌 伍 伎 伏 伐 休 伒 伓 伔 伕 伖 众 优 伙 会 伛 伜 伝 伞 伟 传 伡 伢 伣 伤 伥 伦 伧 伨 伩 伪 伫 伬                                                 |
| 5           | 伭 伮 伯 估 伱 伲 伳 伴 伵 伶 伷 伸 伹 伺 伻 似 伽 伾 伿 佀 佁 佂 佃 佄 佅 但 佇 佈 佉 佊 佋 佌 位 低 住 佐 佑 佒 体 佔 何 佖 佗 佘 余 佚 佛 作 佝 佞 佟 你 佡 佢 佣 佤 佥 佦 佧 佨 来                                                       |
| 6           | 佩 佪 佫 佬 佭 佮 佯 佰 佱 佲 佳 佴 併 佶 佷 佸 佹 佺 佻 佼 佽 佾 使 侀 侁 侂 侃 侄 侅 來 侇 侈 侉 侊 例 侌 侍 侎 侏 侐 侑 侒 侓 侔 侕 侖 侗 侘 侙 侚 供 侜 依 侞 侟 侠 価 侢 侣 侤 侥 侦 侧 侨 侩 侪 侫 侬 侭                               |
| 7           | 侮 侯 侰 侱 侲 侳 侴 侵 侶 侷 侸 侹 侺 侻 侼 侽 侾 便 俀 俁 係 促 俄 俅 俆 俇 俈 俉 俊 俋 俌 俍 俎 俏 俐 俑 俒 俓 俔 俕 俖 俗 俘 俙 俚 俛 俜 保 俞 俟 俠 信 俢 俣 俤 俥 俦 俧 俨 俩 俪 俫 俬 俭                                              |
| 8           | 修 俯 俰 俱 俲 俳 俴 俵 俶 俷 俸 俹 俺 俻 俼 俽 俾 俿 倀 倁 倂 倃 倄 倅 倆 倇 倈 倉 倊 個 倌 倍 倎 倏 們 倒 倓 倔 倕 倖 倗 倘 候 倚 倛 倜 倝 倞 借 倠 倡 倢 倣 値 倥 倦 倧 倨 倩 倪 倫 倬 倭 倮 倯 倰 倱 倲 倳 倴 倵 倶 倷 倸 倹 债 倽 倾 倿 |
| 9           | 倻 值 偀 偁 偂 偃 偄 偅 偆 假 偈 偉 偊 偋 偌 偍 偎 偏 偐 偑 偒 偓 偔 偕 偖 偗 偘 偙 做 偛 停 偝 偞 偟 偠 偡 偢 偣 偤 健 偦 偧 偨 偩 偪 偫 偬 偭 偮 偯 偰 偱 偲 偳 側 偵 偶 偷 偸 偹 偺 偻 偼 偽 偾 偿                                        |
| 10          | 傀 傁 傂 傃 傄 傅 傆 傇 傈 傉 傊 傋 傌 傍 傎 傏 傐 傑 傒 傓 傔 傕 傖 傗 傘 備 傚 傛 傜 傝 傞 傟 傠 傡 傢 傣 傤 傥 傦 傧 储 傩 |
| 11          | 傪 傫 催 傭 傮 傯 傰 傱 傲 傳 傴 債 傶 傷 傸 傹 傺 傻 傼 傽 傾 傿 僀 僁 僂 僃 僄 僅 僆 僇 僈 僉 僊 僋 僌 働 |
| 12          | 僎 像 僐 僑 僒 僓 僔 僕 僖 僗 僘 僙 僚 僛 僜 僝 僞 僟 僠 僡 僢 僣 僤 僥 僦 僧 僨 僩 僪 僫 僬 僭 僮 僯 僰 僱 僲 僳 僴 |
| 13          | 僵 僶 僷 僸 價 僺 僻 僼 僽 僾 僿 儀 儁 儂 儃 億 儅 儆 儇 儈 儉 儊 儋 儌 儍 儎 儏 儰 |
| 14          | 儐 儑 儒 儓 儔 儕 儖 儗 儘 儙 儚 儛 儜 儝 儞 儫 |
| 15          | 償 儠 儡 儢 儣 儤 儥 儦 儧 儨 儩 優 儬 齒 歯 齿 |
| 16          | 儭 儮 儯 儱 儲 齓 |
| 17          | 儳 儴 儵 齓 |
| 18          | 儶 䶔 齕 |
| 19          | 儷 儸 儹 儺 䶕 䶖 齖 齗 齘 |
| 20          | 儻 䶗 䶘 䶙 齚 齛 齜 齝 齞 齟 齙 齠 齡 齢 齣 儼 |
| 21          | 儽 𪘁 𪘂 䶚 䶛 齤 齥 齦 齧 齨 齩 |
| 22          | 儾 𪘚 䶜 䶝 齪 齫 齬 |
| 23          | 𪘨 𪘲 𪘵 䶞 䶟 齭 齮 齯 齰 齱 |
| 24          | 𪙁 䶠 䶡 䶢 齲 齳 齴 齵 齶 齷 |
| 25          | 𪙊 䶣 䶤 齺 齻 齸 齹 |
| 26          | 𪙛 䶥 䶦 |
| 27          | 䶧 |
| 28          | 䶨 齼 齽 |
| 29          | 䶩 䶪 |
| 35          | 齾 䶫 |

## Kodowanie
| Znak                   | 人            | 人            |
| ---------------------- | ------------- | ------------- |
| Nazwa w Unikodzie      | Ideograph man | Ideograph man |
| Kodowanie              | dziesiątkowo  | szesnastkowo  |
| Unicode                | 20154         | U+4EBA        |
| UTF-8                  | 228 186 186   | e4 ba ba      |
| Odwołania znakowe SGML | &#20154;      | &#x4EBA;      |